# Avedøre Idrætsforening
Avedøre Idrætsforening (eller Avedøre IF, AIF) er en dansk sportsklub hjemmehørende i den københavnske forstad, Avedøre. Avedøre IF spiller sine hjemmekampe på Avedøre Stadion, også kaldet "Zebrafolden". Klubben blev stiftet den 1. april 1932. Pr. 2007 havde klubben godt 350 medlemmer.
Klubben første formand var Jens Andresen, mens lærer Henry Aabo blev valgt som klubbens første kasserer. I de første år efter klubbens grundlæggelse dyrkedes fodbold om sommeren, som startede med træning på militærets grund ved flyhangarerne på Gammel Køgevej, og gymnastik om vinteren på den nærliggende Avedøre Skole. Sidenhen er fodbolden skiftet hjemmebane flere gange. I 1933 bar spillerne blå bluser og hvide bukser. I 1944 fik man et klubhus og endvidere et medlemsblad. I 1940'erne blev en håndboldafdeling blev samtidig startet. Den 27. november 1972 vedtog man at ændre foreningens love og opdele Avedøre IF i tre afdelinger – Hovedafdelingen, Håndboldafdelingen og Fodboldafdelingen – således at Avedøre IF, Fodboldafdelingen etableredes ved en stiftende generalforsamling den 25. oktober 1973. I 1990 kom square dance ligeledes på programmet.
Førsteholdet i klubbens fodboldafdeling har svinget mellem Serie 3 og 2. division, og befinder sig i 2020/21-sæsonen i Danmarksserien. Avedøre IF Fodbold er medlem af Sjællands Boldspil-Union. Klubben er kendt for at arrangere fodboldstævner både ud og hjemme. DBUs Fodboldskole har klubben haft fra begyndelsen. Klubben spiller sine hjemmebanekampe på Avedøre Stadion, som blev betydeligt udvidet dengang klubben stadig hørte under Glostrup Kommune og senere Hvidovre Kommune.

## Statistik
- Spilleren med flest førsteholdskampe i fodbold er Kim Pedersen med 426 kampe.
- Spilleren med flest førsteholdsmål i fodbold er Jens Pedersen med 169 mål.

## Ekstern kilde/henvisning
- Avedøre IFs officielle hjemmeside